# کینکی شاریو
کینکی شاریو (انگلیسی: Kinki Sharyo) شرکت صنایع سنگین ژاپنی است، که در سال ۱۹۲۰ تأسیس شد.